# Villmergen
Villmergen (toponimo tedesco) è un comune svizzero di 7 295 abitanti del Canton Argovia, nel distretto di Bremgarten.

## Storia
Il 1º gennaio 2010 ha inglobato il comune soppresso di Hilfikon.

## Monumenti e luoghi d'interesse

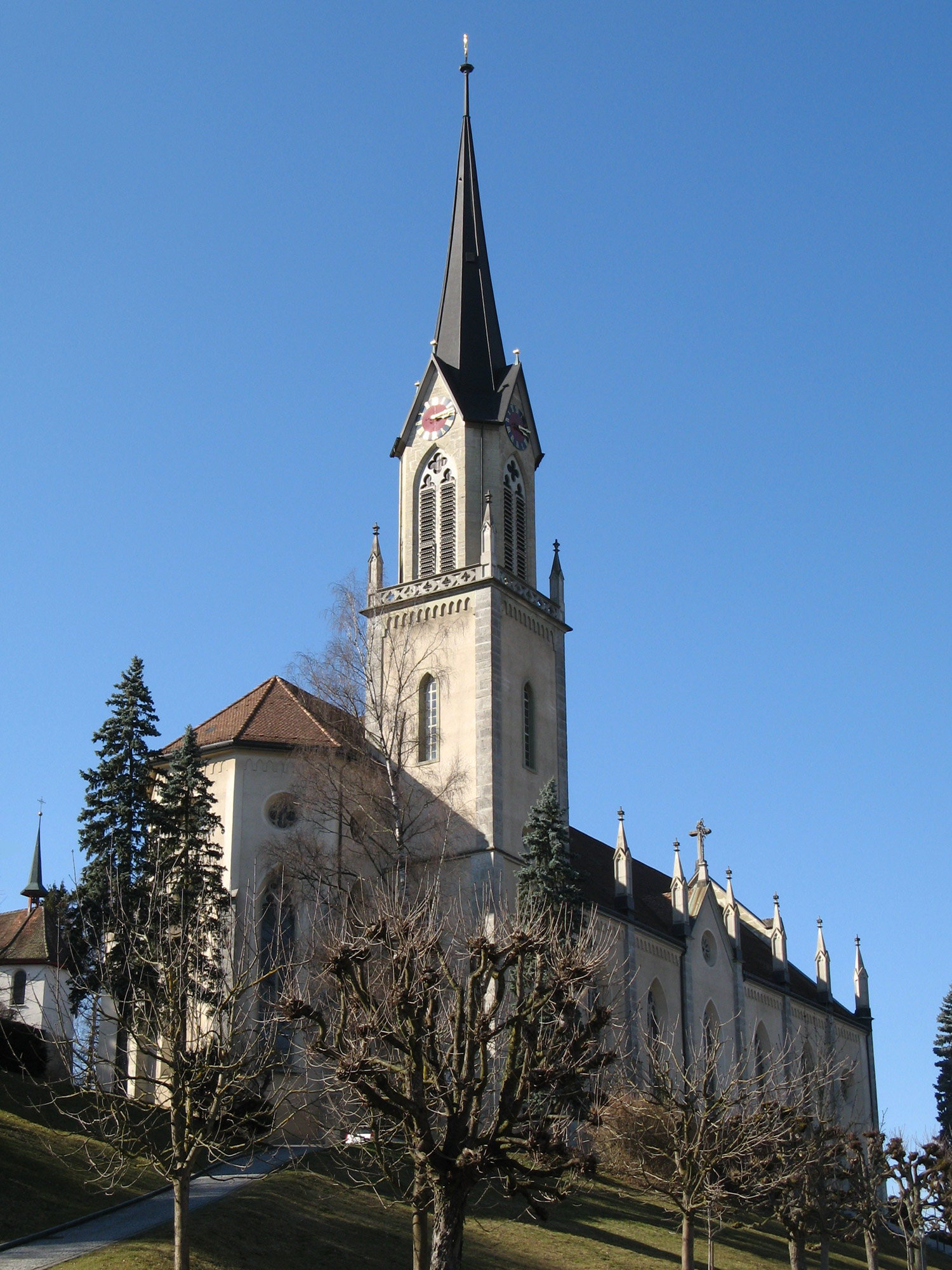
La chiesa cattolica dei Santi Pietro e Paolo

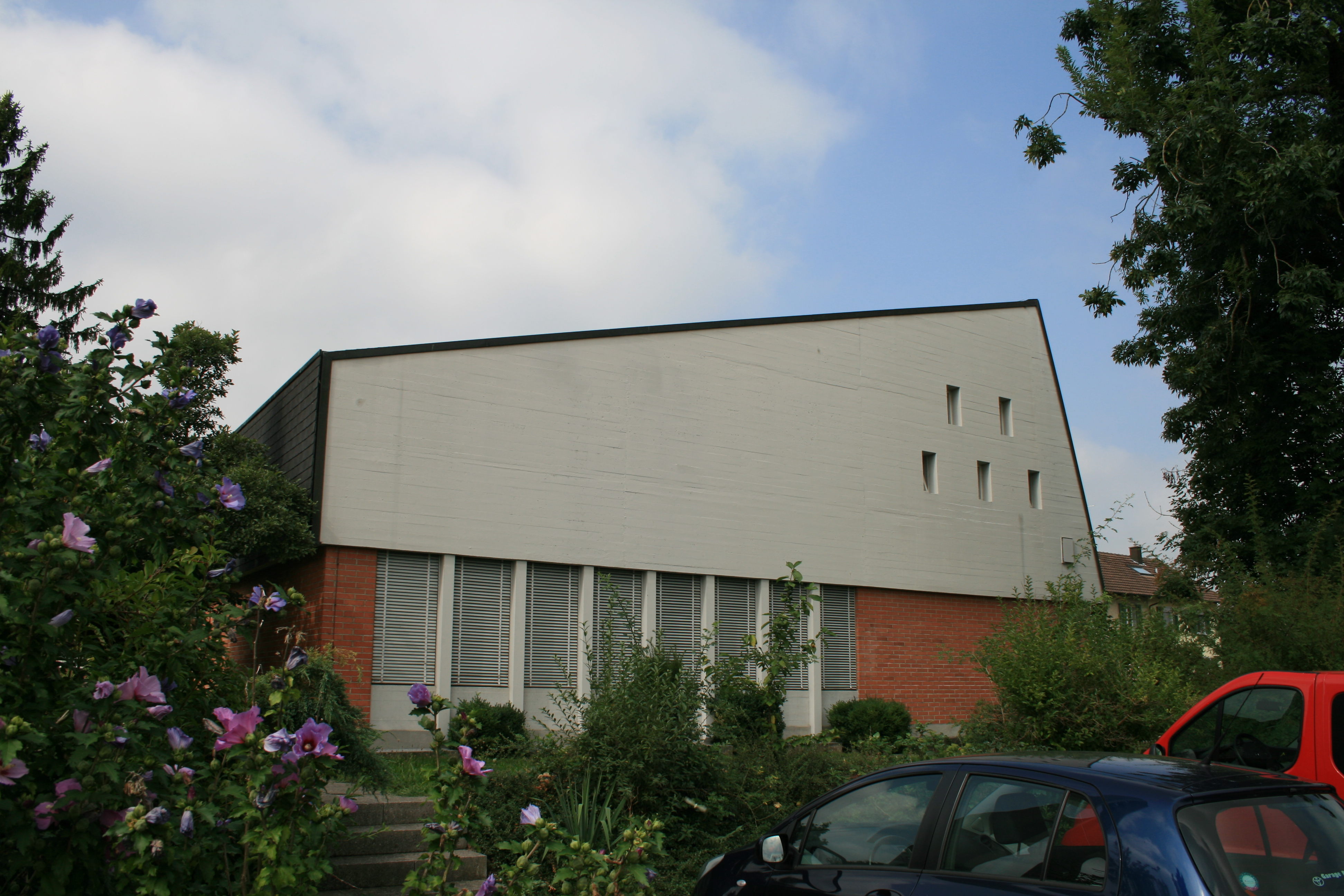
La chiesa riformata

- Chiesa cattolica dei Santi Pietro e Paolo, attestata dal 1185 e ricostruita nel 1863-1866[1];
- Chiesa riformata, eretta nel 1965[senza fonte].

## Società

### Evoluzione demografica
L'evoluzione demografica è riportata nella seguente tabella:
Abitanti censiti

## Amministrazione
Ogni famiglia originaria del luogo fa parte del cosiddetto comune patriziale e ha la responsabilità della manutenzione di ogni bene ricadente all'interno dei confini del comune.